# Gerhard Müller (Eishockeyspieler)
Gerhard Müller (* 15. August 1954 in Ballenstedt, DDR) ist ein ehemaliger deutscher Eishockeyspieler und -schiedsrichter in der Deutschen Eishockey Liga und der 2. Eishockey-Bundesliga. Heute arbeitet Müller als Schiedsrichterausbilder beim Deutschen Eishockey-Bund.

## Karriere
Müller spielte in den 1970er und Anfang der 1980er Jahre als rechter Flügelstürmer für den SC Dynamo Berlin in der DDR-Eishockeyliga. Müller spielte zudem ein Jahrzehnt lang für die Nationalmannschaft der DDR und nahm an Weltmeisterschaften und Olympischen Spielen teil.
Müller war ab 1990 IIHF-Hauptschiedsrichter. Er leitete bei den Olympischen Winterspielen 1998 im japanischen Nagano sechs Spiele als Hauptschiedsrichter.
Beim Deutschen Eishockey-Bund ist Müller als Regelreferent, hauptamtlicher Ausbilder und stellvertretender Schiedsrichter-Obmann tätig. Er leitet mit dem Traineeprogramm die Nachwuchsausbildung, organisiert Lehrgänge des DEB und ist für den Rechtsbereich und Regelfragen und deren Interpretation zuständig.

## Ehrungen
Müller ist Mitglied der Eishockey-Hall of Fame Deutschland.